# Eras Ingénierie
Pour l’article homonyme, voir Eras.
ERAS est une entreprise française d'ingénierie tous corps d'état dédiée aux procédés industriels basée à Lyon.

## Historique
ERAS Ingénierie, dont le siège est situé à Lyon, est une entreprise d’ingénierie multi spécialiste créée en 1991. Depuis sa création, la société connaît une croissance continue soutenue notamment par de nombreuses croissances externes, ce qui lui permet d’atteindre un effectif de 475 personnes, en 2016.

## Métiers et activités
ERAS est présente sur quatre marchés principaux : l'agroalimentaire, la chimie, l'énergie et la pharmaceutique et cosmétique